# Armando Vajushi
Armando Vajushi (Shkodër, Albania, 3 de diciembre de 1991) es un futbolista albanés nacionalizado búlgaro. Juega de delantero y su actual equipo es el FC Petrolul Ploiești de la Liga II.

## Selección nacional
Ha sido internacional con la selección sub-19 y sub-21 de Albania en 11 ocasiones sin anotar goles. También ha sido internacional con la selección de fútbol de Albania en 6 ocasiones anotando 1 gol.

## Clubes
| Club                       | País     | Año         |
| -------------------------- | -------- | ----------- |
| KS Vllaznia Shkodër        | Albania  | 2009 - 2011 |
| Litex Lovech               | Bulgaria | 2012 - 2014 |
| Chievo Verona              | Italia   | 2015 - 2016 |
| AS Livorno Calcio (cedido) | Italia   | 2015 - 2016 |
| Pro Vercelli Calcio        | Italia   | 2016 - 2018 |
| Avellino (cedido)          | Italia   | 2018        |
| KS Teuta                   | Albania  | 2019        |
| FC Petrolul Ploiești       | Rumania  | 2020 -      |